# Александрийска библиотека
Царската библиотека на Александрия е построена в началото на III век пр. Хр. в Александрия, Египет и е сред Седемте чудеса на античния свят. Тя е най-голямата библиотека в Античността, както и най-големият за времето си център на знанието и науката. Заедно със Серапеума тя е част от Музейона, антична учебна и научна институция, както подсказва името ѝ посветена на Музите - покровителки на изкуствата и науките.

## История
Основана е по време на управлението на Птолемей II – владетел на елинистически Египет. В основаването на библиотеката взимат участие Деметрий Фалерски и вероятно Стратон от Лампсак.
Предполага се, че в нея са се съхранявали между 400 000 и 700 000 папирусови свитъка. Птолемеите издават закон, според който корабите в пристанището трябва да бъдат проверявани, като всеки ръкопис, неизвестен на библиотеката, трябва да се прибира. За да навредят на своята съперница – библиотеката в Пергамон, Птолемеите забранили износа на нилски папирус.
В библиотеката работят много учени от епохата на елинизма като Евклид, Ератостен, Аполоний Родоски и Хипатия.
Александрийска библиотека е разрушена. Предполагаемите причини за разрушението на библиотеката са:
- пожар през 47 – 48 пр.н.е., причинен от войските на Юлий Цезар при покоряване на града;
- нападение от римския император Аврелиан през III век;
- декрет на император Теодосий I от 391 г. към патриарх Теофил Александрийски за разрушаване на езическите храмове;
- завладяването на града от монголите;
- нарочно изгорена с цел да бъдат запазени част от най-важните за времето свитъци.

На 23 април 2002 г. в града е открита голяма съвременна библиотека, известна като Библиотека Александрина.

## Нови разкрития
През 2004 г. BBC съобщава, че полски и египетски археолози са открили останки в района на Брухион в Александрия, които много приличат на читални зали и аудитории, като се предполага, че това са руините на прочутата древна библиотека.